# Cremnops ferrugineus
Cremnops ferrugineus är en stekelart som först beskrevs av Cameron 1887.  Cremnops ferrugineus ingår i släktet Cremnops och familjen bracksteklar. Inga underarter finns listade i Catalogue of Life.